# 7345 Happer
7345 Happer (1992 OF) là một tiểu hành tinh bay qua Sao Hỏa được phát hiện ngày 28 tháng 7 năm 1992 bởi Robert H. McNaught ở Siding Spring. Nó được đặt theo tên Felix Happer, the character played bởi Burt Lancaster in the film Local Hero, who wanted to find a comet to be named after him.